# ميلاني كلافنير
ميلاني كلافنير (بالألمانية: Melanie Klaffner)‏ مواليد 22 مايو 1990 في النمسا، هي لاعبة كرة مضرب نمساوية. أعلى تصنيف لها في الفردي كان 175. أعلى تصنيف لها في الزوجي كان 148.

## وصلات خارجية
- ميلاني كلافنير على موقع رابطة محترفات التنس (الإنجليزية)
- ميلاني كلافنير على موقع الاتحاد الدولي لكرة المضرب (الإنجليزية)
- ميلاني كلافنير على موقع كأس بيلي جين كينغ (الإنجليزية)
- ميلاني كلافنير على موقع خلاصة التنس.كوم (الإنجليزية)
- ميلاني كلافنير على موقع إي إس بي إن.كوم (الإنجليزية)

- الموقع الرسمي